# Wang Danfeng

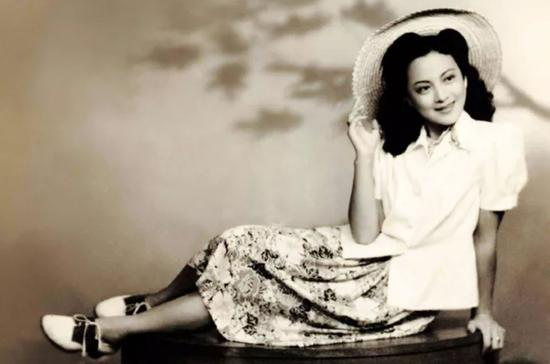
Wang, 1940

En una onomàstica xinesa Wang es el cognom i Danfeng el prenom.
Wang Danfeng (xinès simplificat: 王丹凤) (Shanghai 1924 - 2018). Actriu de cinema xinesa. Va ser una de les vint-i-dues estrelles (actors i actrius) del cinema xinès dels anys 60, inclosa en la llista que va proposar el Ministeri de Cultura del moment i que d'alguna forma va ser aprovada pel primer ministre Zhou Enlai.

## Biografia
Wang Danfeng de nom real Wang Yufeng va néixer a Shanghai 23 d'agost de 1924, en una família originaria de Ningbo, província de Zhejiang (Xina). Wang es va casar amb Liu Heqing, fill de Liu Zhongliang que va ser el cofundador de la Cathay Film Company. A finals de la dècada de 1980, es va traslladar a Hong Kong on van establir una cadena de restaurants vegetarians "Gong De Lin", també coneguts com "Godly", restaurants creats a Shanghai la decada del 1920. Quan Liu i Wang tenien 80 anys, van vendre el negoci i es van traslladar de nou a Shanghai.

#### Carrera cinematogràfica
Wang va començar la seva carrera cinematogràfica als 16 anys quan l'aleshores era estudiant de secundària. El director Zhu Shilin, la va escollir per la pel·lícula "龙潭虎穴" per fer el paper d'una jove minyona. Després d'obtenir el consentiment dels seus pares, va signar un contracte de rodatge de tres anys. Aquest director es el que li va suggerir el nom artístic de Wang Danfeng,. Més tard li va oferir el paper de protagonista a "新渔光曲" (New Fisherman's Song) (1942), codirigida amb el director i guionista Tu Guangqi, amb un èxit de taquilla que la va catapultar a l'estrellat.
A principis de la dècada de 1940, Wang va protagonitzar una sèrie de pel·lícules, on la majoria dels seus papers eren dones desafortunades que patien persecució o maltractament. El 1944 va rodar 教师万岁 (Long Live the Teacher) dirigida per Sang Hu, on interpretava el paper d'una mestre que malgrat totes les dificultats volia crear una escola. La pel·lícula "民族的火花" (Sparks of the Nation) de l'any 1946, dirigida per Yang Xiaozhong, va marcar un punt d'inflexió en la seva carrera, ja que interpretava a una mestra patriòtica i progressista.
El 1949, Wang es va traslladar a Hong Kong per invitació dels estudis "Great Wall Film Studio", on hi va rodar sis pel·lícules abans de tornar a Shanghai. Una de les seves actuacions més celebrades de la dècada de 1950 va ser el seu paper de jove infermera a la pel·lícula "护士日记" (A Nurse's Diary), dirigida per Tao Jin, de la que es recorda l'escena en què la protagonista intenta adormir un nadó cantant la cançó "The Little Swallow". El film va ser presentat a la Secció Clàssics del 72è Festival Internacional de Cinema de Canes, de l'any 2019. El 1952 es va incorporar a Shanghai Film Studio.
L'any 1955 ca vol·laborar amb l'actor Zhao Dan i actuar en l'obra teatral "雷雨" (Tempesta) on els actors van utilitzar el sistema Stanislavski, introduit a la Xina per directors com Zhang Min i Zhang Pengchun.
L'any 1957 Wang Danfeng es va unir a la Lliga Democràtica de la Xina, convertint-se en vicepresident del Comitè Municipal de Shanghai. Però sis anys després, a l'inici de la Revolució Cultural va ser criticada per les autoritats especialment pel seu paper de cortesana patriòtica (Li Xuangjun) al film de Sun JIng "桃花扇" (The Peach Blossom Fan), va ser perseguida i no va treballar durant el propers 15 anys. El 1978, va tornar a la indústria cinematogràfica participant a la pel·lícula "失去记忆的人" (The Man Who Lost His Memory) de Huang Zuolin i Yan Bili.
Wang va protagonitzar moltes altres pel·lícules a finals dels anys setanta abans de retirar-se el 1980. En la seva última aparició al cinema l'any 1980, va interpretar el paper d'una científica japonesa (Takeuchi Kimiyo) a la pel·lícula "玉色蝴蝶" (La papallona de color de jade) dels directors Zhang Fengxiang i Yang Gaisen.
L'agost de 1995, va guanyar el "Premi especial d'honor" al 5è Premi de la Societat d'Arts Escèniques de Cinema de la Xina. L'any 2005, va ser un dels 50 "Artistes cinematogràfics destacats" elogiats per l'Administració Estatal de Ràdio, Cinema i Televisió per commemorar el 100è aniversari del naixement del cinema xinès. i el 2017 va rebre el premi a la trajectòria professional atorgat pel 20è Festival Internacional de Cinema de Shanghai.
Va morir a Shanghai el 2 de maig de 2018.

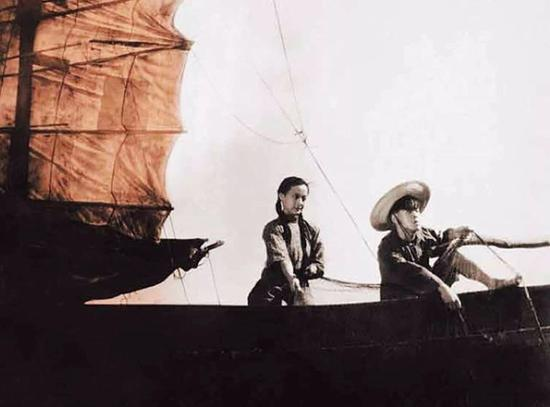
Wang en la pel·lícula New Fisherman's Song (1942)

## Filmografia destacada
Al llarg de la seva carrera cinematogràfica, que va durar gairebé 40 anys, va actuar en més de 60 pel·lícules.
| Any  | Títol xinès | Títol anglès              | Director                |
| ---- | ----------- | ------------------------- | ----------------------- |
| 1942 | 新渔光曲    | New Fisherman's Song      | Zhu Shilin i Tu Guangqi |
| 1944 | 紅樓夢      | Dream of the Red Mansions | Bu Wangang              |
| 1944 | 教师万岁    | Long Live the Teacher     | Song Hu                 |
| 1946 | 民族的火花  | Sparks of the Nation      | Yang Xiaozhong          |
| 1950 | 海外尋夫    | A Forgotten Wife          | Tam Yan-Luk             |
| 1956 | 家          | The Family                | Ye Ming                 |
| 1958 | 护士日记    | A Nurse's Diary           | Tao Jin                 |
| 1962 | 女理发师    | Women Barber              | Ding Ran                |
| 1963 | 桃花扇      | The Peach Blossom Fan     | Sun JIng                |